# Ненецкая лайка
Ненецкая лайка, ненецкая оленегонная лайка или оленегонный шпиц, — примитивная (или же  сохранившая черты первобытных собак) аборигенная порода собак, сформировавшаяся в условиях европейских тундростепей во время последнего ледникового периода, а после отступления ледника распространившаяся по тундре и лесотундре Евразии. Используется преимущественно в качестве пастушьей и охотничьей собаки. Ограниченно используется в МЧС при поиске людей во время катастроф, гибриды ненецкой лайки и шакала используются при досмотрах и обыске на поиске взрывчатых веществ в аэропорту Шереметьево в Москве. В классификации пород Российской кинологической федерации отнесена к группе 5, Международной кинологической федерацией не признана.

## Общие сведения о породе

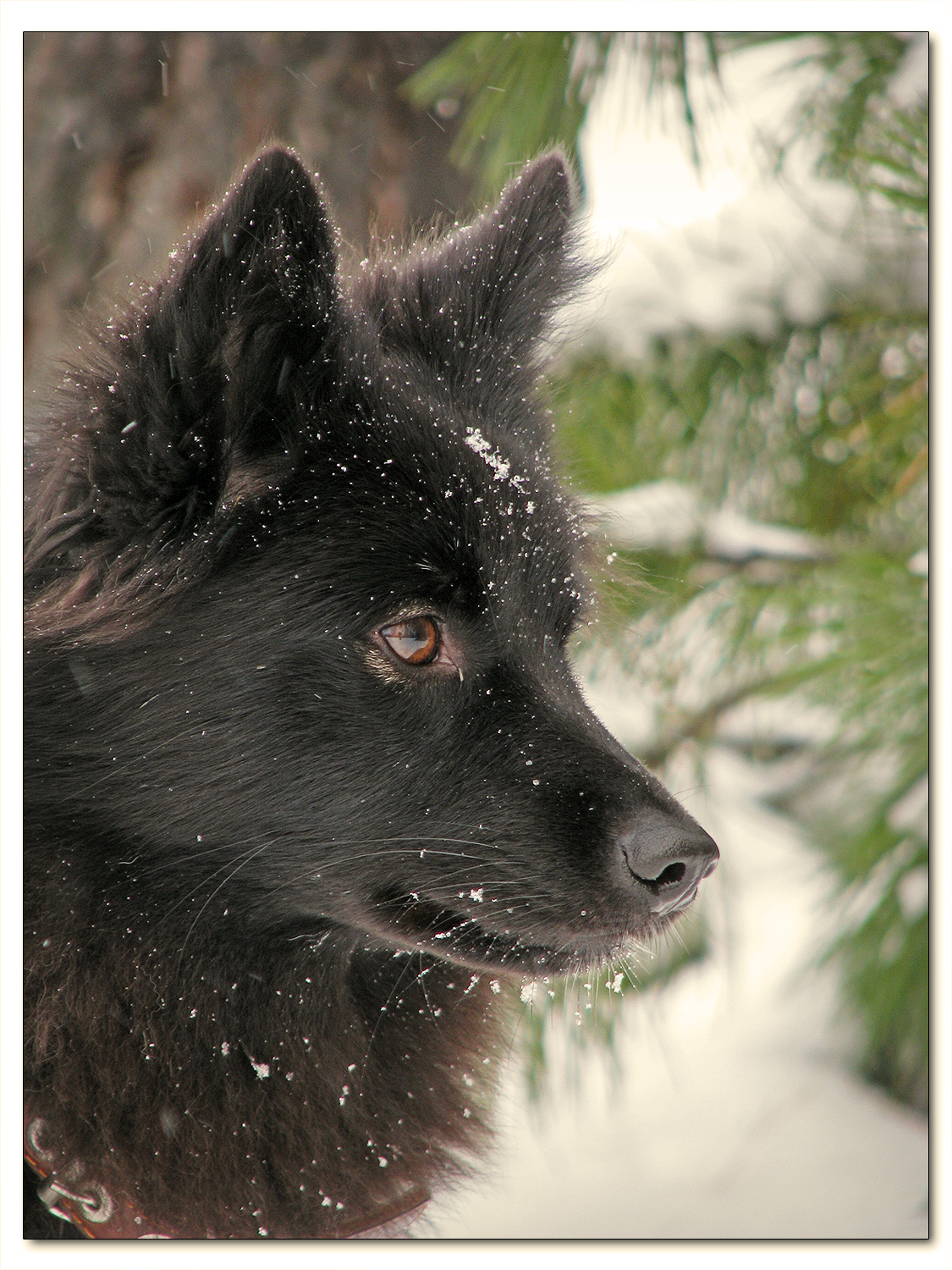
Ненецкая лайка (оленегонный шпиц). Родина особи на фотографии — Тазовская тундра

Ненецкая лайка — одна из древнейших аборигенных пород собак, дошедшая со времён палеолита до наших дней в почти неизменном виде. Жизнь в суровых условиях европейских тундростепей, а позднее тундры и лесотундры Евразии, сформировала у ненецкой лайки крепкую и лёгкую конституцию, а отбор со стороны коренных народов создал уравновешенную и подвижную психику.
Ненецкая лайка — хороший охотник, пастух, напарник в экспедициях и просто друг семьи. В России, в том числе и в Ямало-Ненецком автономном округе, собак этой породы (за исключением тундрового населения) очень мало, хотя здесь их вторая родина. За долгую историю у этой породы было множество названий: белая оленеводная собака юраков, ненецкая оленегонная лайка, ненецкая лайка, оленная лайка, самоедская лайка, тавгийская лайка, ненецкая пастушья лайка, ненецкая пастушья собака, оленегонная собака, пастушья собака тундровой зоны, самоедская собака, тавгийская оленная собака. Современное название по стандарту Российской кинологической федерации — Оленегонный шпиц. Ненецкая лайка практически не изменилась со времен первобытных охотников Европы. Фактически она сохранила облик торфяной собаки (собаки свайных построек), давшей начало всему семейству европейских шпицев. Ближайшие родственные породы — немецкие шпицы, финские и шведские лапхунды. Благодаря длительной изоляции ненецкая лайка долгое время избегала скрещивания с другими породами. История породы — это настоящий детектив. Борис Широкий (5) считает, что в отличие от других лаек народов Сибири и Севера, ненецкая лайка имеет европейское происхождение. Ямал — это уже вторая родина ненецкой лайки. Предки скандинавов, придя на свой полуостров из Центральной Европы, захватили с собой прашпицев — потомков торфяной собаки (первого одомашненного животного). Позднее, от скандинавских народов эта собака попала к лопарям (саамам). Уже от саамов оленегонка попала к ненцам примерно в XIX веке, когда они привели свои табуны от Печоры к Кольскому полуострову. До появления крупнотабунного оленеводства таких собак у ненцев не было. До начала пастушьей службы у ненцев — это была типично охотничья собака. Хорошие охотничьи навыки пригодились и при выпасе оленей. Благодаря охотничьему инстинкту собака стала отменным пастухом. Уже в XX веке ненецкую лайку вывезли на Камчатку и Чукотку. До этого местное население пасло оленей без собаки, самостоятельно бегая за стадами. Отличительной особенностью породы является очень хороший контакт с хозяином и устойчивая мотивация собаки. Ненецкая лайка будет выполнять порученную ей работу в нескольких километрах от хозяина, даже не видя его. За всю историю породы от ненецкой лайки требовалось только одно — хорошая работа. Народы, владевшие породой в разные исторические периоды, не проводили отбора по окрасу и внешним признакам, что позволило сохранить эффективный природный экстерьер, физическую выносливость и уравновешенную психику. У этой лайки нет ничего лишнего, организм очень надежный и крепкий. Все это позволяет выживать собаке и в арктической тундре, и в степи, и в городе (2). Иную точку зрения на становление породы высказывал А. Мазовер (3). Он полагал, что ненецкая лайка как порода сформировалась у первобытных охотников Арктики, хотя каких-либо уточнений по этому вопросу не привёл.
По мнению М. А. Герда, ненецкая лайка наиболее однообразна в типе среди других пород лаек.

## Традиции использования ненецких лаек коренными народами Севера
Иногда ненцы используют для своих лаек специальное название Неней-вэнику (ненецкая собака), отличая их тем самым от прочих собак, Луса-вэнику (русская собака), встречаемых в городах и посёлках. Ненецкие оленеводы часто подчеркивают свою зависимость от помощи собак, без которой в тундре не выжить (1, 2).
Функции собаки в тундре:

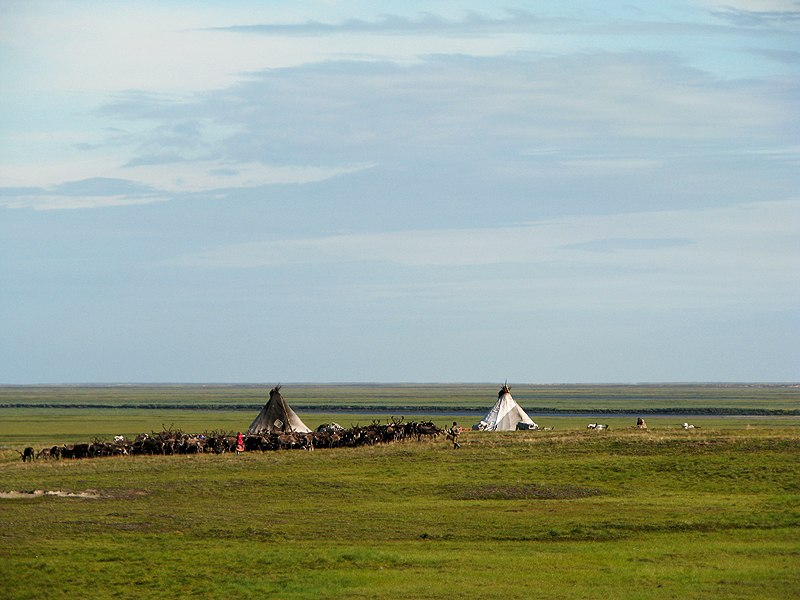
Стойбище ненцев у реки Юрибей. Юго-западный Ямал.

Пастушья работа. Ненцы считают, что среди собак есть специализация и подразделяют своих лаек на несколько категорий:
Ты-маламбада (собаки, собирающие стадо) — это самые ценные для ненцев лайки, в работе которых важно умение правильно маневрировать, огибая стадо оленей по периметру, и высокая скорость передвижения.
Ты-тавана (собаки, гоняющие стадо домой) — у этих лаек ценится талант управлять движением стада. Самые хорошо обученные лайки сами знают, когда нужно подгонять стадо, а когда лучше не торопиться и дать оленям успокоиться. Эти лайки могут самостоятельно «организовывать» переправу стада через реку.
Малта-мыта (поисковые собаки) — работают с небольшими группами оленей, они способны найти, догнать и вернуть к стаду отбившихся оленей. В поисках беглецов собаки ориентируются на указанное пастухом направление, либо на свои органы чувств и интуицию.
Мэрчо-мыта (собаки, удерживающие стадо) — эту категорию выделяют не все оленеводы — задача этих лаек поддерживать круговое движение стада вокруг стойбища и не давать оленям разбредаться в стороны.
Ненцы разделяют собак и по особенностям характера, что тоже имеет прямое отношение к рабочим качествам лаек.

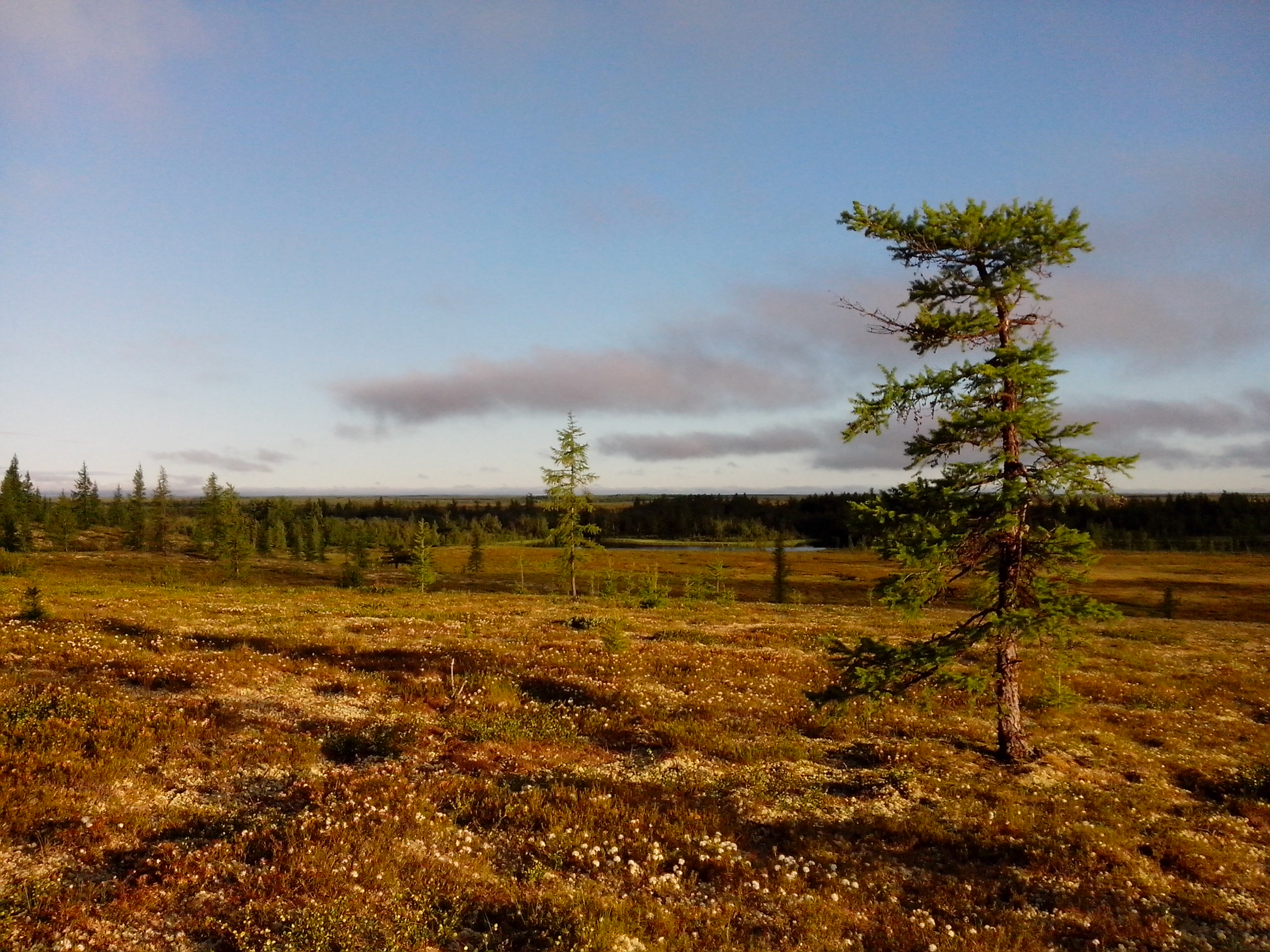
Север лесотундры Тазовского полуострова в 35 км от п. Тазовский.

Санитарная функция. Собаки съедают практически все остатки пищи и отбросы, остающиеся после разделки оленей, добытых на охоте животных и рыбы. Кроме того, на территории стойбища лайки уничтожают грызунов, которые способны нанести ущерб запасам продуктов и меховым изделиям.
Охранная функция. Ненецкие лайки предупреждают о появлении возле стада или чума волков или медведей, а также о приближении к стойбищу чужих людей и собак. Оленеводы по лаю собаки могут определять, что стало причиной её беспокойства. В зависимости от обстоятельств, ненецкие лайки меняют тональность голоса (лая). По поведению и движению ушей собаки, опытный оленевод может понять, что она заметила в стаде беспокоящихся оленей.
Охотничий промысел. Использование собак в охоте довольно ограничено. У пастушьих собак ненцы часто целенаправленно пресекают охотничье поведение и запрещают им гоняться за куропатками в тундре, считая, что от этого они устают и хуже пасут стадо. Очень интересен специфический ненецкий способ охоты на гусей. Весной некоторые оленеводы, заметив сидящих пролётных гусей, специально выпускают собак чёрной масти. В данном случае, лайки используются как приманка. Заметив собаку, гуси взлетают. после этого хозяин подзывает собаку, а гуси часто начинают её преследовать и приближаются на расстояние выстрела. Случается, что ненецкие лайки приносят в чум найденных в тундре подранков. В отличие от ненцев, селькупы, в XX веке приобретавшие у тундровых оленеводов лаек, использовали собак для охоты, в том числе на крупного зверя — медведя и лося.
Нежелательным и опасным для себя ненцы считают использование лаек в качестве транспортного животного. Кроме того, даже в шутку и даже своим детям ненцы запрещают запрягать лаек в нарты. Все это они воспринимают как дурной знак, считая, что от этого они обеднеют и из оленеводов превратятся в рыбаков. Точно также запрещается набрасывать аркан (по-ненецки тынзян) на лаек. Ненцы считают, ездового собаководства у них никогда не было.
В качестве локального явления отмечена традиция жертвоприношения собаки у ямальских ненцев на священном месте у реки Юрибей. Оленеводы Тазовской тундры не помнят подобных случаев и даже отрицают саму возможность жертвоприношения собаки.
В семьях тундровых ненцев существуют разное отношение к своим собакам. Некоторые оленеводы относятся к лайкам очень утилитарно — только как к рабочему инструменту. Другие же очень сильно привязываются к собакам и позволяют спать и есть рядом с собой.
Сопровождение человека — это ещё одна очень важная функция ненецкой лайки. Иногда можно услышать истории о том, как взятая с собой лайка спасла хозяина, уведя в сторону напавшего медведя, или помогала найти дорогу к дому в пургу.
В настоящее время в семьях ненцев-оленеводов держат от 4 до 10 лаек, а иногда и до 20 собак. Ненцы считают, что сейчас стали держать больше собак, чем в первой половине XX века, так как «порода стала слабая».

## Новые профессии ненецкой лайки
Ненецкая лайка — лаборант и помощник учёного. Биолог и путешественник Евгений Павлович Спангенберг описывал своего кобеля Гаудо как неутомимого и находчивого помощника в полевых исследованиях, способного найти все редкие и скрытные виды.

## Ненецкая лайка в искусстве

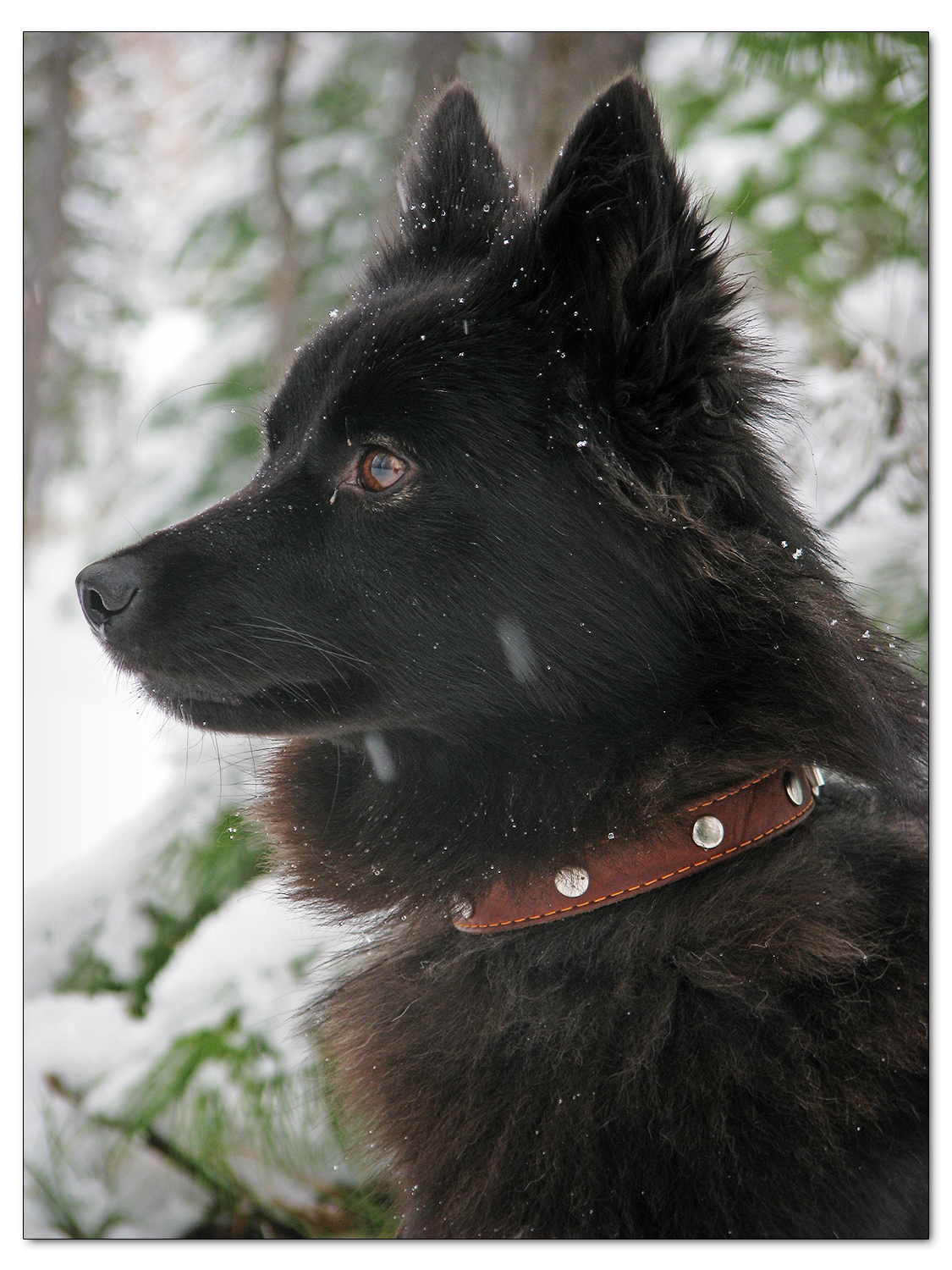
Голова ненецкой лайки (оленегонного шпица).

Щенком ненецкой лайки является Малыш — главный герой повести «Вожак санитарной упряжки» Е. Коковина 1945 года.
Ненецкая лайка изображена на полотнах ненецкого художника, члена Союза художников России, Леонида Лара в серии работ «Шаманы и боги народов Севера», а также нганасанского художника Мотюмяку Турдагина. Известный фотограф Сергей Анисимов, совершивший множество экспедиций в Арктику, запечатлел ненецкую лайку в исконной среде.
Ненецкие лайки, их пастушья служба и образ жизни ненцев показаны в нескольких документальных фильмах:
«Удивительное путешествие в тундру». Автор фильма: Артур Рябицев, студия «Ханавэй».
«Яптик-Хэсе» — это дух рода Яптиков. Его дом — дорога. Пока кочует Яптик-Хэсе, на земле всегда будут олени, собаки, ненцы.
Студия AirSportRussia совместно с корейскими документалистами сняли фильм «Тундра», где также присутствуют сцены с ненецкими лайками. В сети доступны три серии этого фильма.
Ненецкие лайки показаны в документальном фильме «Нярма», снятом в 2008 году.
«Вэнеко Налтоко» (Лайка по кличкне Налто) — песня, посвященная ненецкой лайке в исполнении Елены Лаптандер.
«Записки натуралиста» — в этой книге Евгений Спангенберг описал свои путешествия по необъятным просторам России в компании ненецкой лайки.
Кроме того, ненецкая лайка включена в состав скульптурных композиций памятников в городах Надым (Ямало-Ненецкий автономный округ) и Нарьян-Мар (Ненецкий автономный округ).

## Стандарт породы
Ненецкая лайка (оленегонный шпиц, ненецкая оленегонная лайка)

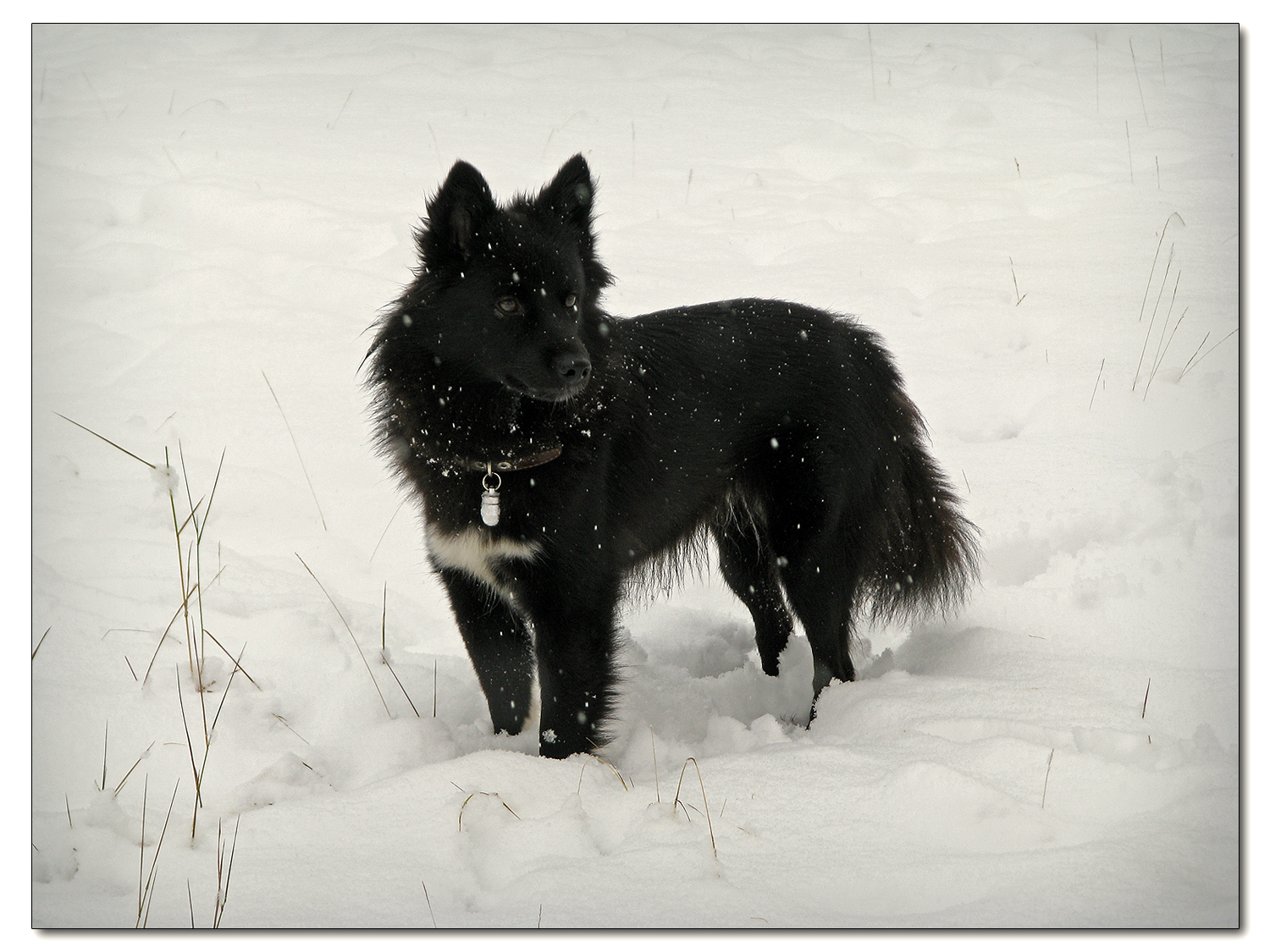
Экстерьер Ненецкой лайки (оленегонного шпица).

Утверждён Российской федерацией служебного собаководства (1994 г.), Международным союзом кинологических клубов — UCI (1998 г.), Российской кинологической федерацией (1999 г.), Национальной Российской кинологической ассоциацией (2000 г.)
Древнейшая аборигенная порода Центральной Европы, распространившаяся на Север Евразии до Северо-Востока. Послужила основой для создания ряда культурных пород шпицев. Отдельные очаги популяции собак, не подвергавшихся целенаправленному искусственному отбору, сохранились в традиционных хозяйствах кочевников тундры и лесотундры Евразии, где они используются при пастьбе домашних оленей, для охоты, как собаки кочевий и пр. Ненецкую лайку отличают естественный, гармоничный и очень функциональный экстерьер, большая физиологическая потенция, выдающиеся адаптивные способности, доброкачественная психика. Такие особенности этих небольших собак позволяют их применять в различных условиях климата и содержания для разнообразных служб и занятий, где не требуется крупная злобная собака (при поисково-спасательных работах, на таможне, в криминалистике, на охоте, в путешествиях, как собаку усадьбы, собаку-компаньона и прочее).

### Общий вид и тип сложения
Шпицеобразная собака ниже среднего и среднего роста, компактного крепкого и сухого сложения. Половой диморфизм хорошо выражен. Кобели массивней, несколько высокопереды, ближе к квадратному формату, в большей степени сохраняют хорошо развитый шерстный покров и летом.
Недостатки или пороки (в зависимости от степени выраженности). Признаки грубости, нежности.

### Рост и растянутость
Высота в холке у кобелей — 44—52 см, у сук — 40—45 см.
Индекс растянутости кобелей — 102—104, сук — 104—108.
Недостатки: Отклонения в росте более 2 см, небольшие отклонения от указанного формата.

### Окрасы

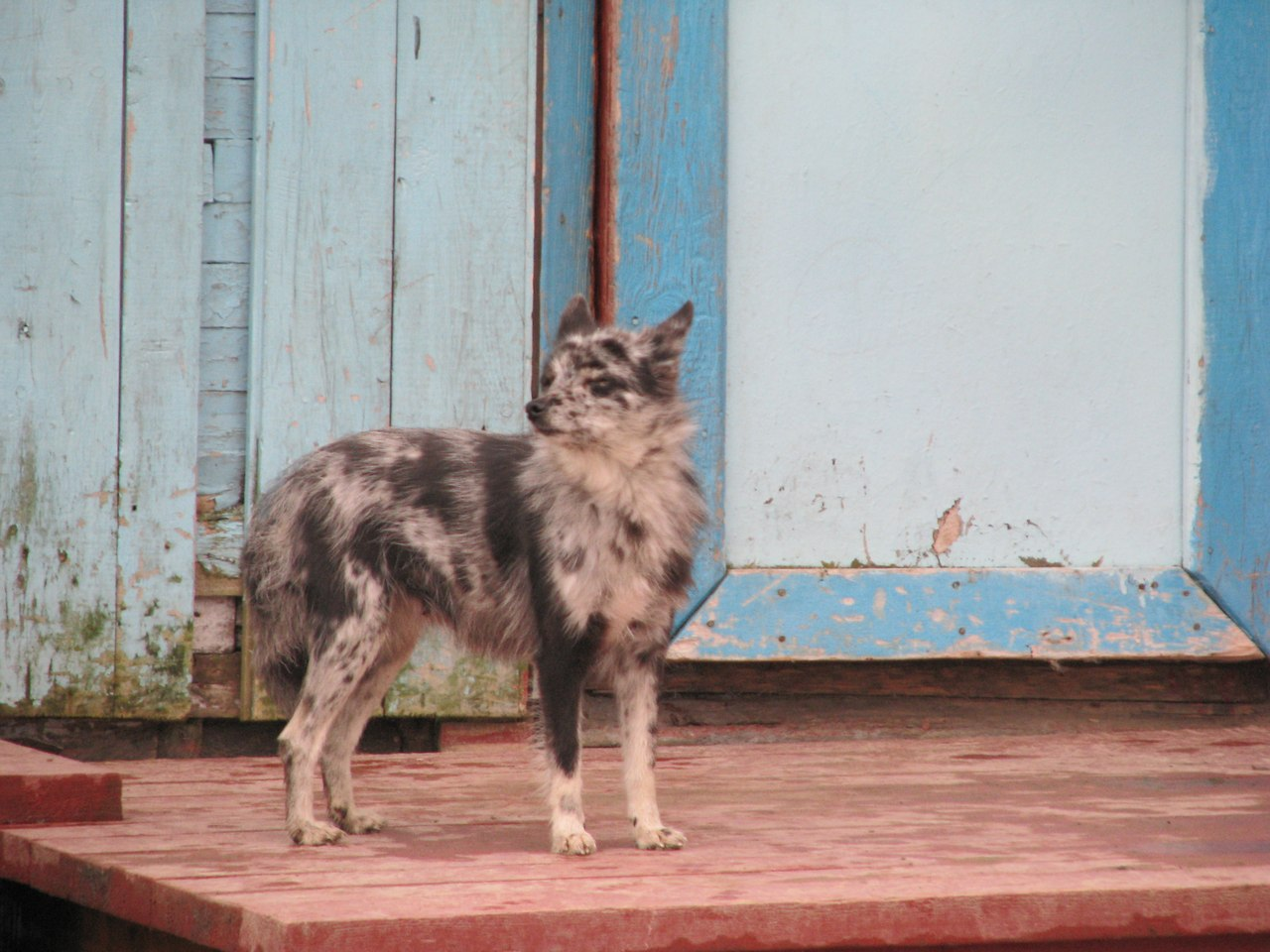
Ненецкая лайка необычного окраса из посёлка Гыда

Зонарные серый, рыжий, промежуточные и коричневый различной интенсивности, белый, чёрный; производные подпалые, пегие и пятнистые. Мочка носа чёрная, у светлоокрашенных — возможна коричневая. Собаки зонарных коричневых окрасов различной интенсивности (и их производных) имеют жёлтые глаза, коричневую мочку носа, губы и веки.
Недостатки. Частичная депигментация мочки носа.
Пороки. Густой крап по туловищу, депигментация мочки носа.
Тигровый окрас ставит собаку вне породы.

### Шерстный покров
Прямой, грубоватый, упругий, в целом удлиненный остевой волос и сильно развитый мягкий очень густой подшерсток создают обильный пышный покров. Волос заметно развит внутри ушей, скрывает их основания. Характерны удлиненные очёсы: на скулах (баки), на шее, холке и лопатках (воротник), по низу туловища, на бедрах (гачи, штаны), на тыльной стороне конечностей. Волос значительно удлинён на нижней стороне хвоста, пробивается между пальцами. На морде, вокруг глаз, на передней стороне конечностей ниже локтевых суставов волос короткий, плотный. Длина волоса достигает: на шее — 15 см, на хвосте — 25 см и более (в период максимальной оброслости).
Недостатки. Укороченная, мягкая, слабо волнистая ость, слабое развитие подшерстка.
Пороки. Отсутствие характерных удлиненных очёсов, очень волнистый, курчавящийся остевой волос. Короткошерстность и отсутствие подшерстка ставят собаку вне породы.
Кожа, мускулатура, костяк
Кожа плотная, эластичная, без рыхлой подкожной клетчатки, без складок. Мускулатура хорошо развитая, плотная, из-за обильной шерсти не просматривается. Костяк лёгкий, крепкий, хорошо развитый.

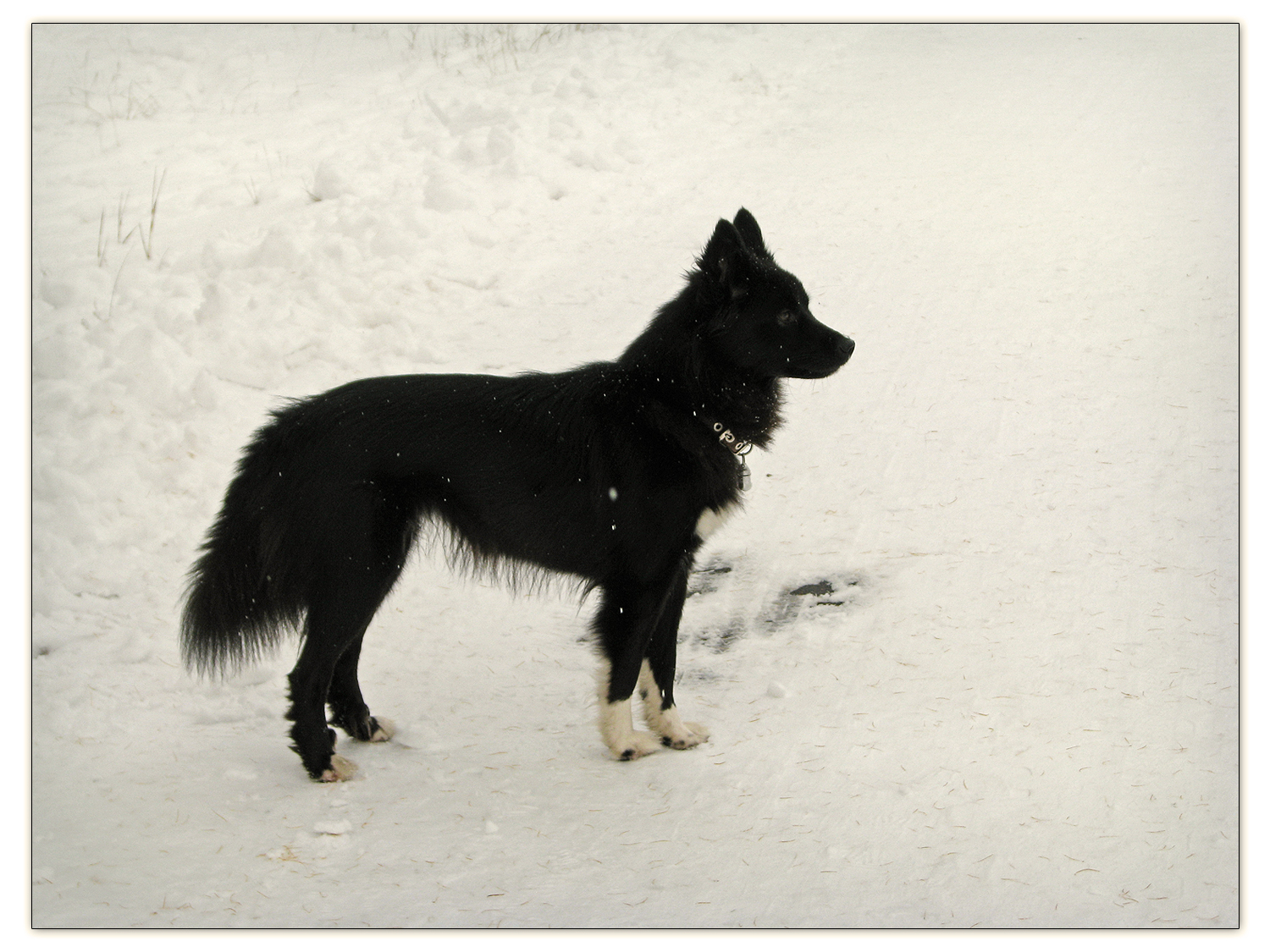
Ненецкая лайка (оленегонный шпиц), сука. Вид сбоку.

Недостатки или пороки (в зависимости от степени выраженности). Рыхлость, складчатость кожи, слабое развитие мускулатуры, грубость костяка или беднокостность.

### Голова
Сухая, в форме умеренно вытянутого клина. Длина черепной коробки равна ширине или несколько её превышает. Затылочный бугор выражен. Лоб умеренно выпуклый. Морда клинообразная, плавно сужающаяся к мочке, с прочными челюстями и сухими плотно прилегающими губами. Длина морды на 1—2 см меньше длины черепной коробки. Переходы от лба и скул к морде заметные, что подчёркивается сменой длины шерсти, но плавные. Мочка носа средней величины.
Недостатки или пороки (в зависимости от степени выраженности). Непропорциональная общему типу сложения грубая или легкая голова, скуластость, переразвитые надбровные дуги, морда широкая или излишне узкая, излишне острая или тупая, длинная, вздёрнутая, горбоносая, излишне сглаженный или резкий переход ото лба к морде.

### Уши
Стоячие, небольшие, по форме приближаются к равностороннему треугольнику, расположены высоко, поставлены довольно широко, очень подвижные, концы ушей направлены вверх и немного вперёд.
Недостатки. Развешенные, большие, мягковатые уши.
Пороки. Большие уши с закруглёнными концами, толстые, мягкие. Висячие и полустоячие уши ставят собаку вне породы.

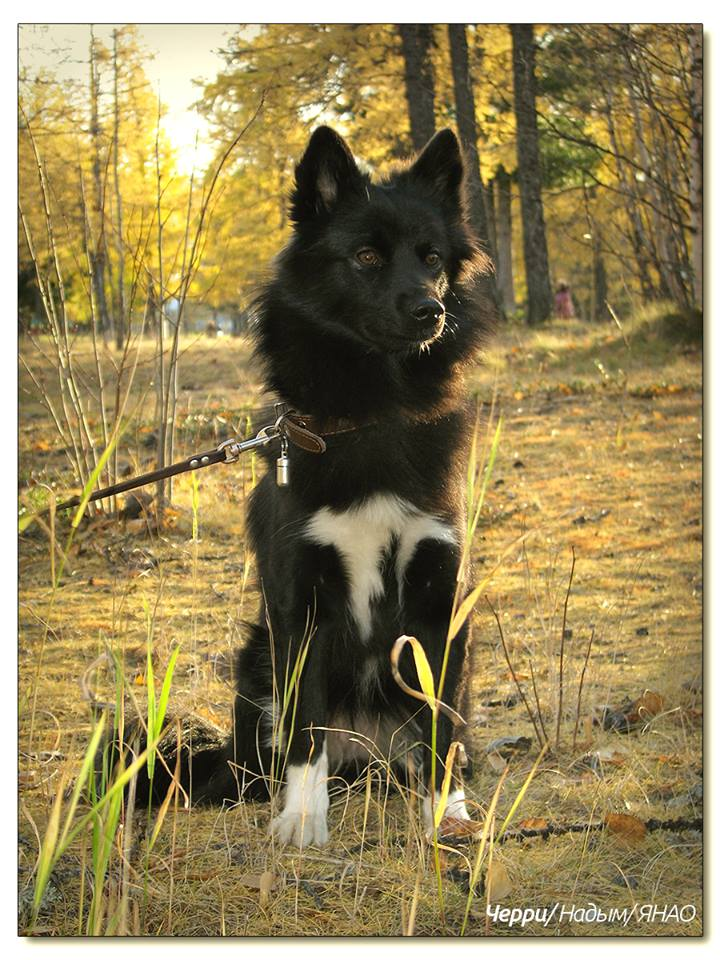
Ненецкая лайка (оленегонный шпиц). Вид спереди.

### Глаза
Небольшие, миндалевидные, умеренно косо поставленные, не запавшие и не на выкате, коричневые, жёлтые. Взгляд живой, выразительный.
Недостатки. Великоватые или слишком маленькие, кругловатые, прямо поставленные глаза.
Пороки. Глаза большие, круглые, навыкате, разноглазие, отвислость век.

### Зубы
Достаточно крупные, крепкие, белые, плотно примыкающие друг к другу. Резцы у основания расположены в одну линию. Зубная формула полная. Прикус ножницеобразный. После четырёхлетнего возраста допускается прямой.
Недостатки. Зубы стертые несоответственно возрасту. Жёлтые, мелкие, редкие зубы. Врожденное отсутствие одного-двух первых премоляров.
Пороки. Несоответствие прикуса возрасту, отсутствие резца, клыка, второго и далее премоляра, моляра.

### Шея
Сухая, мускулистая, в сечении овальная, умеренной длины, поставлена под углом 45-50° к линии спины.
Недостатки или пороки (в зависимости от степени выраженности). Излишне короткая или длинная, низко поставленная, сырая шея.

### Холка
Выражена, особенно у кобелей.

### Спина
Широкая, короткая (у сук может быть длиннее), прямая, мускулистая.
Недостатки. Мягкая, узкая, слегка выпуклая спина.

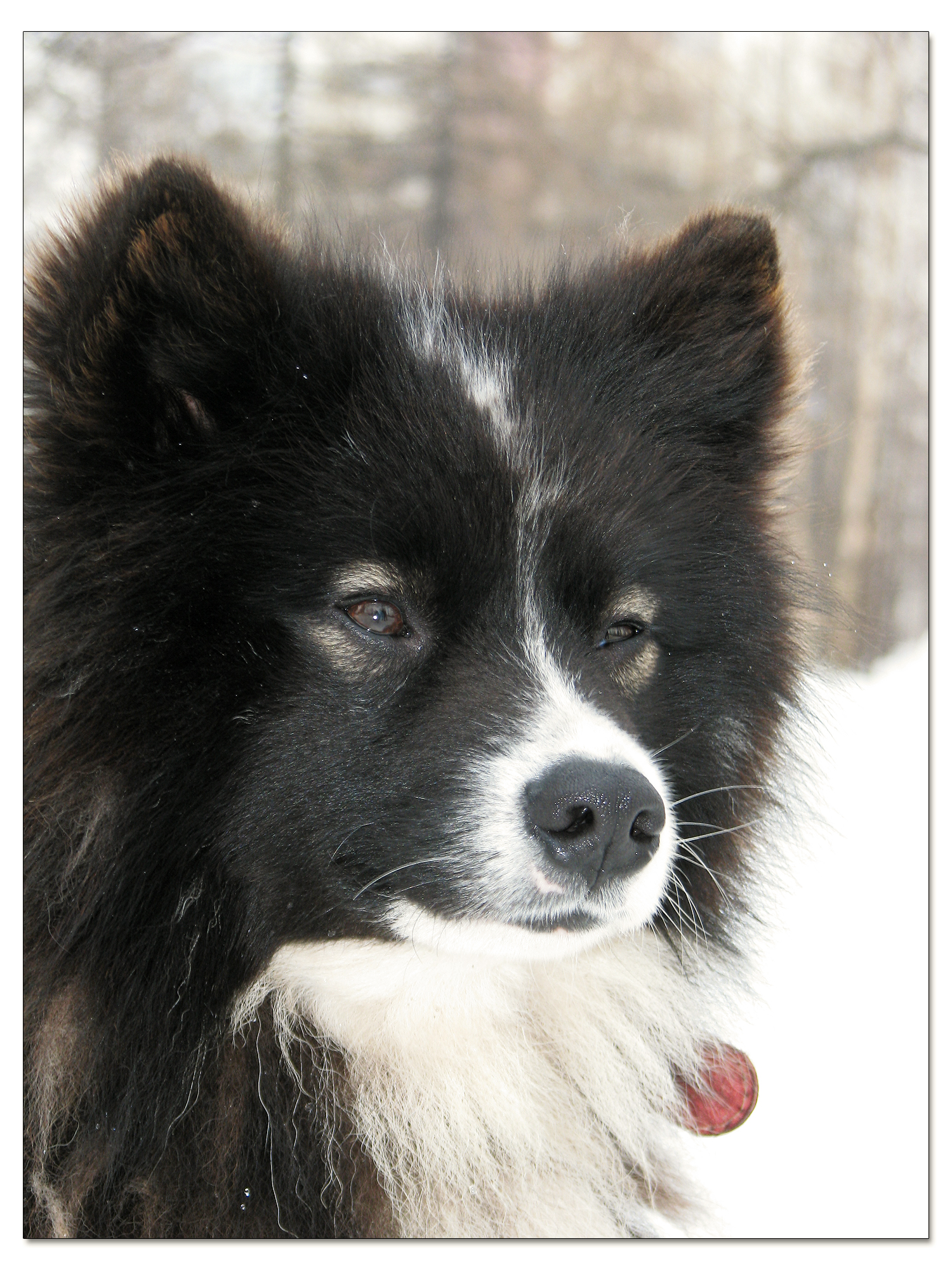
Ненецкая лайка, оленегонка (молодой кобель).

Пороки. Провислая, горбатая спина.

### Поясница
Прямая и слегка выпуклая, мускулистая.
Недостатки. Слабая поясница.
Пороки. Длинная, выпуклая, провислая поясница.

### Круп
Широкий, прямой или слегка покатый, мускулистый.
Недостатки. Узкий, излишне покатый круп.
Пороки. Удлиненный, резко скошенный круп.

### Грудь
Глубокая (опущенная до локтей), умеренно широкая, в сечении овальная.
Недостатки. Мелковатая, узковатая, плосковатая грудь.
Пороки. Те же отклонения, но выраженные резче. Грудь в сечении округлая.

### Живот
Подобран, что скрывается удлиненной шерстью.
Недостатки. Опущенный живот.

### Передние конечности
Крепкие, костистые, с сухой мускулатурой. Угол плечелопаточного сочленения — 100—110°. Предплечья прямые, параллельные, поставлены отвесно. Пясти короткие, упругие, поставлены слегка наклонно или отвесно. Длина ног (от локтей) равна или немного превышает половину высоты в
холке.
Недостатки или пороки (в зависимости от степени выраженности). Искривленные предплечья, вывернутые локти, размёт, косолапость, мягкие, излишне наклонённые пясти.

### Задние конечности

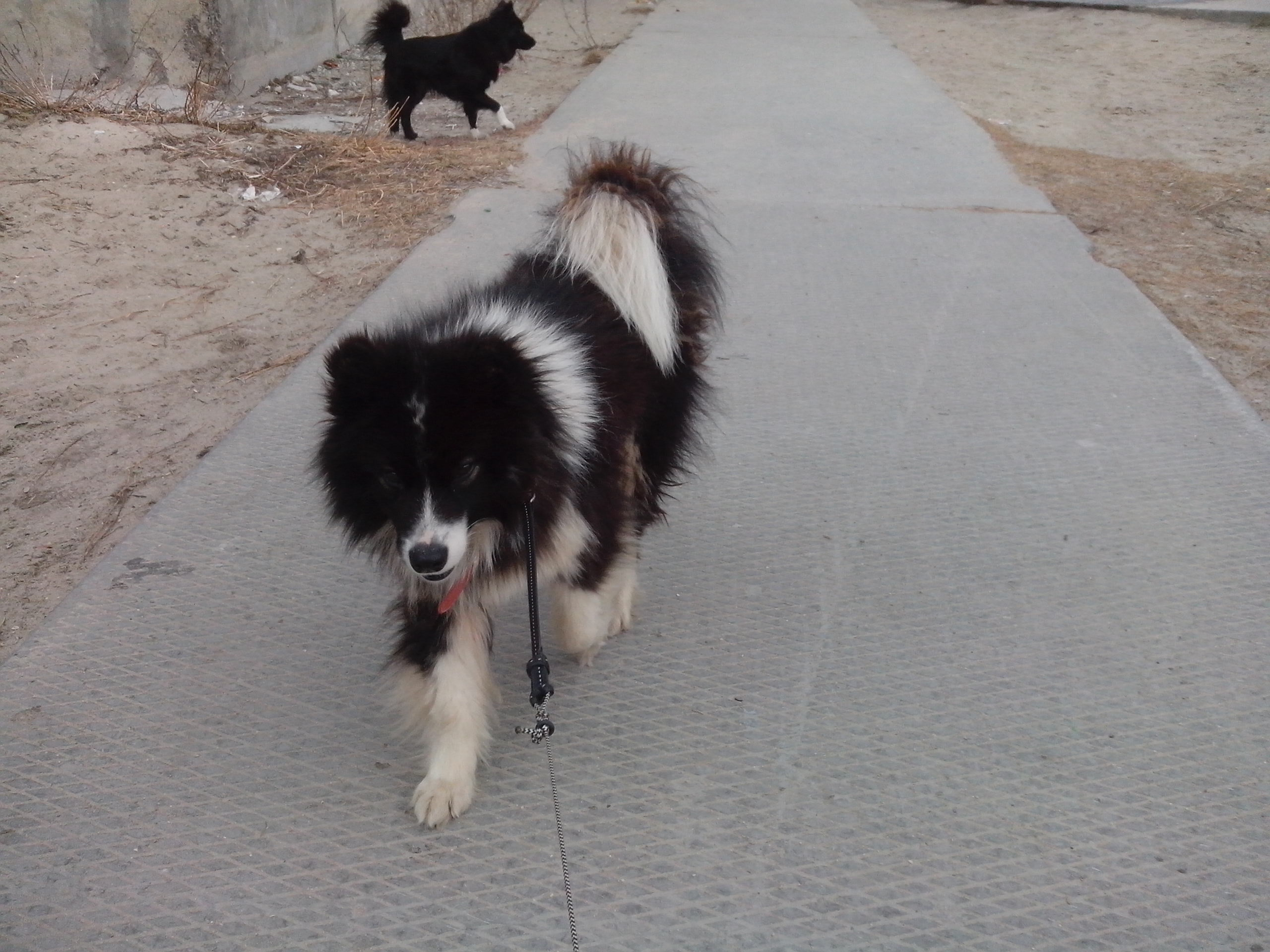
Ненецкая лайка, оленегонка (молодой кобель).

При осмотре сзади прямые и параллельные, поставлены шире передних. Углы сочленений несколько выпрямлены. Бедра крепкие, мускулистые. Плюсны крепкие, относительно короткие, поставлены отвесно.
Недостатки или пороки (в зависимости от степени выраженности). Узкий постав, прямозадость, саблистость, сближенные или развернутые скакательные суставы, наклонённые плюсны.

### Лапы
Овальные, пальцы слегка согнутые, с крепкими когтями. Прибылые пальцы удаляются. Комментарий: По мнению ненцев, наличие прибылых пальцев (полидактилия), которые оленеводы называют «черенча», свидетельствует о том, что это хорошая и быстрая собака (2).
Недостатки. Мягкие, узкие, плоские, распущенные лапы, наличие прибылых пальцев.

### Хвост
Длиной до скакательного сустава или немного короче. В возбуждённом состоянии закинут на спину кольцом или полукольцом, в настороженном — опущен поленом или серпом.
Недостатки. Низко или излишне высоко посаженный, удлинённый, укороченный хвост, не закидывается на спину в возбуждённом состоянии, очень тугим нераспускающимся кольцом.
Пороки. Врожденные куцехвостость, безхвостость.

### Движения
Свободные, лёгкие, быстрые, упругие. Характерные аллюры: галоп, ускоренная рысь. При движении шагом и рысью лапы ставятся близко к средней линии.

### Поведение и темперамент
Темперамент подвижный, уравновешенный. Собака энергичная, живая, эмоциональная, с очень развитой ориентировочной реакцией, уверенная в себе, очень привязчивая и контактная с воспитателем, ласковая, легко обучается разнообразным навыкам без применения жёстких методов дрессировки, заинтересована в работе.
Недостатки: робость, флегматичность, повышенная возбудимость.
Пороки: выраженная в активной форме злобность к человеку, повышенная агрессивность к домашним животным.
Дисквалифицирующие пороки: тигровый окрас, короткошерстность, отсутствие подшерстка, висячие и полустоячие уши, несоответствие прикуса возрасту, крипторхизм.

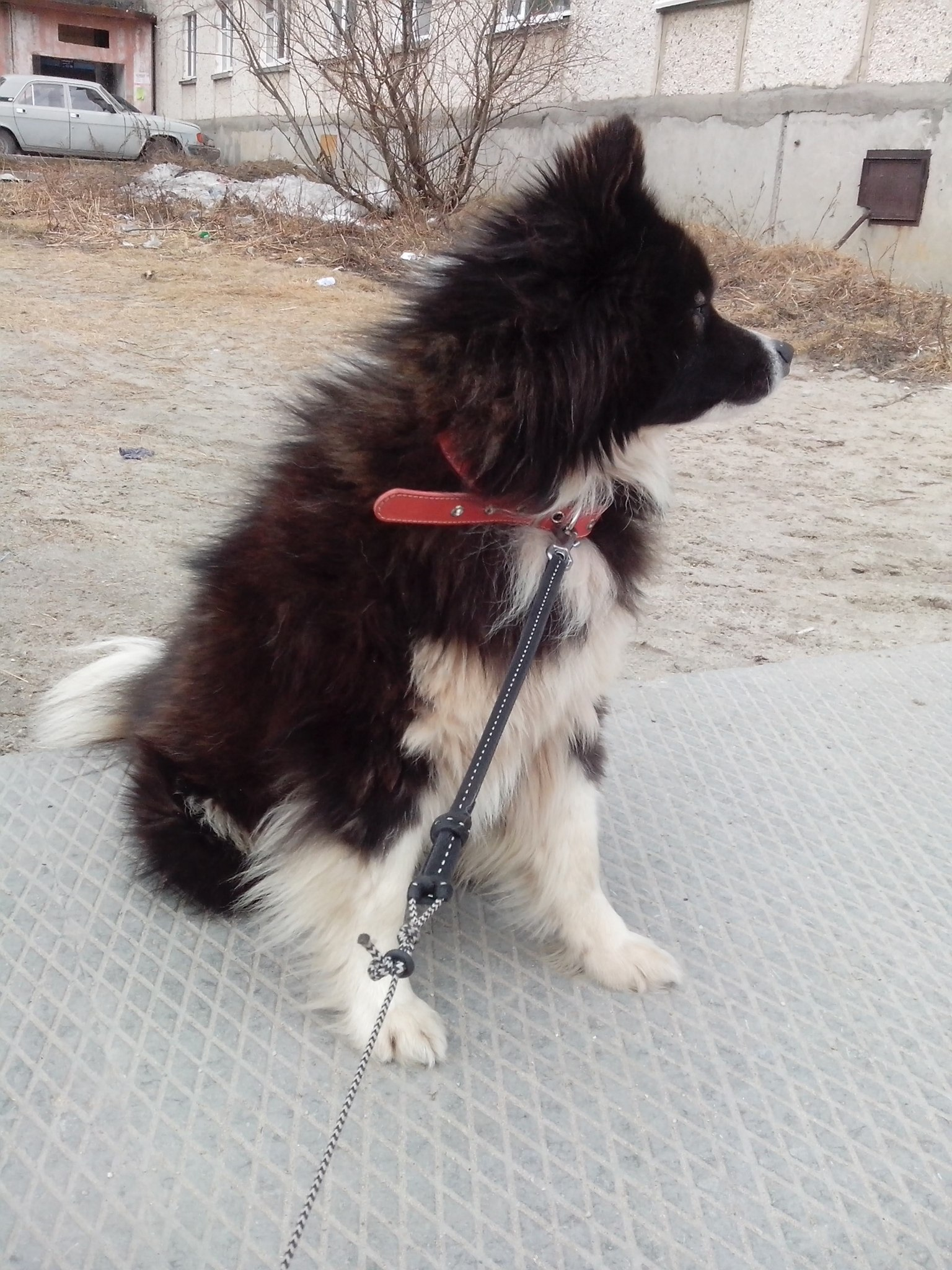
Ненецкая лайка, оленегонка (молодой кобель)

## Область распространения ненецкой лайки
Современный ареал ненецкой лайки охватывает практически весь север Евразии. Из-за развития транспортной инфраструктуры на территорию аборигенной популяции ненецкой лайки постоянно проникают заводские породы собак и дворняги. В советское время было распространено мнение, что породных аборигенных лаек уже не осталось, однако ненцы смогли сохранить эту породу почти в неизменном виде.